# Тетанія
Тетані́я (дав.-гр. τέτανος — натяг, напруга, судома) — медичний термін, що означає мимовільні хворобливі скорочення м'язів, які можуть бути викликані хворобою або іншими станами, які збільшують потенціал дії частоти м'язових клітин або нервів, що їх іннервують. У широкому сенсі тетанія включає асоційовані сенсорні порушення.
М'язові судоми, викликані правцем, не класифікуються як тетанія.
Приступи тетанії варіюються від помірних симптомів, які включають периферичні та дистальні парестезії, гіпервентиляцію, ⁣ що супроводжуються задишкою, серцебиття, запаморочення, нудоту і карпопедальний спазм, до більш серйозних симптомів, що загрожують життю, таких як непритомність, генералізовані судоми, ішемія міокарда, ларингоспазм та аритмії.
В акушерстві як окремий патологічний стан виділяється тетанія вагітних, що виникає в І триместрі вагітності.

## Причини
- Зазвичай причиною тетанії є відсутність кальцію. Надлишок фосфату (високе співвідношення фосфат-кальцій) також може викликати спазми[4][5].
- Нестача паращитовидної залози може призвести до тетанії.
- Низький рівень вуглекислого газу викликає тетанію, змінюючи зв'язування альбуміну з кальцієм, тому іонізована (фізіологічно впливає) фракція кальцію знижується. Однією з найпоширеніших причин низьких рівнів вуглекислого газу є гіпервентиляція[6].
- Низький рівень магнію може призвести до тетанії.
- Токсин Clostridium tetani за допомогою інгібування гліцин -опосередкованої та ГАМК-ергічної нейротрансмісії може призвести до судом, але це не є тетанією.
- Синдром Конна[7].

## Лікування
Лікування основного захворювання, що спричинило тетанію, є обов'язковим.